# Altenmoor
Altenmoor es un municipio situado en el distrito de Steinburg, en el estado federado de Schleswig-Holstein (Alemania). Tiene una población estimada, a fines de 2021, de 212 habitantes.
Forma parte de la colectividad de municipios (en alemán, amt) de Horst-Herzhorn.
Está ubicado al oeste del estado, cerca de la desembocadura del río Elba en el mar del Norte y al noroeste de la ciudad de Hamburgo.